# Koznica (gmina Vladičin Han)
Koznica (cyr. Козница) – wieś w Serbii, w okręgu pczyńskim, w gminie Vladičin Han. W 2011 roku liczyła 207 mieszkańców.